# 蔡荣名
蔡荣名（1559年—？），字去疾，别字簸凡，浙江台州黄岩人，明朝作家、诗人。2009年，国际金瓶梅研究会执行会长陈明达提出“蔡荣名著《金瓶梅》”的“蔡说”。

## 生平
蔡荣名出生在浙江台州黄岩书香世家，曾考中廪生，好读古诗文，主张诗文复古，诗文见解接近前七子、后七子，反对当时文坛盛行的程朱理学、八股文和台阁体。蔡荣名后来在南京当了王世贞的门客，中晚年家道衰落。

## 研究
2009年，国际金瓶梅研究会执行会长陈明达提出《金瓶梅》是蔡荣名的作品，列举了证据《四库全书·弇洲续稿》、《芙蓉亭诗钞》的文字内容，和《金瓶梅》中的黄岩方言、黄岩食品、黄岩风俗习惯等都符合。

## 作品
- 《太极注》
- 《芙蓉亭诗钞》